# Gmina Big Creek (Iowa)
Gmina Big Creek (ang. Big Creek Township) – gmina w USA, w stanie Iowa, w hrabstwie Black Hawk. Według danych z 2020 roku gmina miała 2544 mieszkańców.